# Jadwiga Książek
Jadwiga Marko-Książek (Zelwa, 6 de abril de 1939) é uma ex-jogadora de voleibol da Polônia que competiu nos Jogos Olímpicos de 1964 e 1968.
Em 1964, ela fez parte da equipe polonesa que conquistou a medalha de bronze no torneio olímpico, no qual atuou em cinco partidas. Quatro anos depois, ela participou de três jogos e ganhou a segunda medalha de bronze com o conjunto polonês no campeonato olímpico de 1968.